# Уазан, Абделла
Абделла Уазан (нидерл. Abdellah Ouazane, араб. عبد الله وزان‎; родился 15 января 2009, Амстердам) — марокканский и нидерландский футболист, полузащитник юношеской команды амстердамского клуба «Аякс».

## Клубная карьера
Уроженец Амстердама, Уазан начал играть в футбол в юношеской академии клуба «Зебюргия». В 2016 году присоединился к академии «Аякса».

## Карьера в сборной
Выступал за сборные Нидерландов до 15 лет и за сборные Марокко до 15, до 16 и до 17 лет. В апреле 2025 года выиграл Кубок африканских наций (до 17 лет)..

## Достижения
Сборная Марокко (до 17 лет)
- Чемпион Кубка африканских наций (до 17 лет): 2025